# Огюст Буше-Леклерк
Огюст Буше-Леклерк (фр. Auguste Bouché-Leclercq; 30 липня 1842 — 19 липня 1923) — французький історик у галузі античності.

## Життєпис
Огюст Буше-Леклерк народився 1842 року у Франсьєрі, Уаза, у родині Луї-Тома Буше та Марі-Жозефіни Леклерк. Його батьки були фермерами. Він здобув освіту в семінаріях і склав іспит на закінчення школи в 1861 році в Парижі. Пізніше він подорожував як приватний репетитор кілька місяців італійськими та німецькими містами. У 1866 році він був учителем гімназії в Мо. У 1872 році він отримав ступінь доктора філософії і в 1873—1878 роках був професором античної літератури на філософському факультеті університету Монпельє. У 1876 році він одружився з Марією Жюлі Гійом і мав з нею трьох синів і одну дочку. Він став професором стародавньої історії в Парижі в 1887 році, членом Академії написів та красного письменства в 1898 році та офіцером ордена Почесного легіону в 1903 році. Буше-Леклерк вийшов у відставку в 1918 році і помер у 1923 році в Ножан-сюр-Марн.
Дослідження Буше-Леклерка були зосереджені на стародавній історії релігії та історії еллінізму. Він написав важливі праці про династію Птолемеїв та державу Селевкідів і переклав праці німецьких істориків на французьку мову, наприклад, 1883—1885 Geschichte des Hellenismus Йоганна Густава Дройзена.

## Твори
- 1871 Les pontifes de l'ancienne Rome (тези)
- 1879 Histoire de la divination dans l'antiquité
- 1883 Histoire grecque
- 1886 Manuel des institutions romaines
- 1888 Histoire de la Grèce sous la domination des romains
- 1899 L'astrologie grecque
- 1900 Leçons d'histoire grecque
- 1903 Histoire des Lagides
- 1913 Histoire des Séleucides (323-64 avant J.-C.)